# Dorfkirche Altbarnim

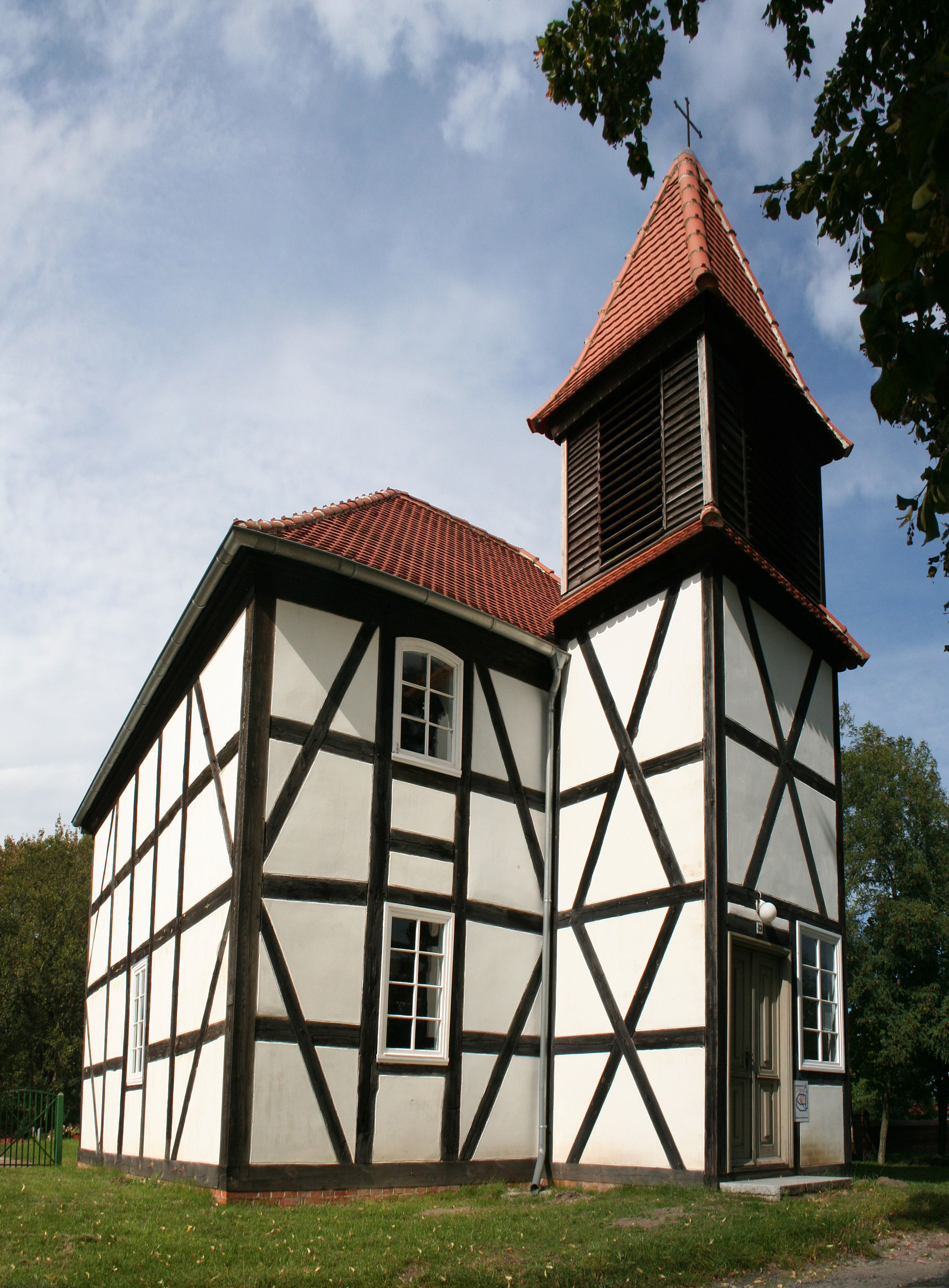
Dorfkirche Altbarnim

Die evangelische Dorfkirche Altbarnim ist eine barocke Fachwerkkirche in Altbarnim, einem bewohnten Gemeindeteil der Gemeinde Neutrebbin im Landkreis Märkisch-Oderland in Brandenburg. Die Kirchengemeinde gehört zum Kirchenkreis Oderland-Spree der Evangelischen Kirche Berlin-Brandenburg-schlesische Oberlausitz.

## Lage
Die Straße Wubrigsberg führt von Nordwesten kommend auf den historischen Dorfanger zu. Von ihr führt die Straße Großbarnim in nordöstlicher Richtung aus dem Ort. Die Kirche steht südlich dieser Kreuzung auf einem Dorfplatz, der nicht eingefriedet. Nördlich schließt sich der Friedhof an, der von einer Ziegelmauer umgeben ist.

## Geschichte
Die Kirchengemeinde war im 18. Jahrhundert nach Wriezen eingepfarrt. Allerdings war sie für die Bewohner aus Altbarnim bei Hochwasser nur per Kahn zu erreichen. Daher entschieden sie sich, im Jahr 1776 aus eigenen finanziellen Mitteln einen Sakralbau zu errichten. Sie holten dazu allerdings keine Erlaubnis ein, so dass die Kirche aus Sicht von Experten als Schwarzbau eingestuft werden kann. Im Jahr 1861 wurden Reparaturen durchgeführt; 1891 erfolgte ein Neuanstrich der Fassade sowie des Innenraums. Eine erneute Ausmalung des Innenraums erfolgte im Jahr 1922. Sieben Jahre später erfolgte eine Sanierung der Fassade sowie des frei stehenden Glockenstuhls. In der Zeit der DDR erhielt der Innenraum eine neue Farbfassung; 1975 erfolgte eine Sanierung der Hülle sowie zwei Jahre später eine Instandsetzung des Kirchendachs. Der Kirchturm wurde im Jahr 1953 nach einem Entwurf des Architekten Gerhard Bischof aus Bad Freienwalde (Oder) angebaut. Die Arbeiten führte die Baufirma Fritz Christoph aus Wriezen aus. Ursprünglich war geplant, die Glocken in dem neuen Turm aufzuhängen. Allerdings erwies sich die Konstruktion als ungeeignet, so dass die Kirchengemeinde einen stählernen Glockenstuhl errichtete. In den 1990er Jahren waren weitere Schäden am Bauwerk entstanden; die Holzbalken waren von Schwamm und Schädlingen befallen. Im Jahr 1997 gründete sich der Freundeskreis zur Rekonstruktion, Pflege und Nutzung der Kirche von Altbarnim, der in den Jahren 1998 bis 2000 eine umfangreiche Sanierung vornahm. Der Altar wurde bis 2020 umfassend restauriert.

## Baubeschreibung
Das Bauwerk besitzt einen annähernd rechteckigen Grundriss und entstand im Wesentlichen aus Fachwerk, dessen Gefach mit einem weißen Anstrich versehen wurde. Die Ostseite ist abgeschrägt, an der Nordseite befindet sich ein kleines und hochrechteckiges Fenster, darüber ein kleineres und flachbogig ausgeführtes Fenster. An der Süd- und Nordseite sind ebenfalls zwei übereinander angeordnete Fenster, von denen das obere jeweils ein wenig kleiner und flachbogig ausgeführt wurde. An der Südseite schließt sich der quadratische Kirchturm von 1953 an, der durch eine Pforte von Süden aus betreten werden kann. Dort befindet sich ein kleiner Vorraum, der zu den Emporen führt. Im verbretterten Glockengeschoss ist an jeder Seite eine hölzerne Klangarkade. Das Kirchenschiff trägt ein Walmdach, der Turm ein Pyramidendach, das mit einem Kreuz abschließt.

## Ausstattung
Der Altar entstand im 17. Jahrhundert und stammt vermutlich aus der Klosterkirche Altfriedland, die nach der Säkularisation abgerissen wurde. Er wurde 1776 zu einem barocken Kanzelaltar mit Kolossalordnung umgestaltet. Seine Seiten werden mit geschnitztem Rankenwerk umrahmt. Mittig tritt der Kanzelkorb hervor, der sowohl am Fuß wie auch am Schalldeckel mit reichlich Schnitzwerk verziert wurde. Es ist denkbar, dass vor der Reformation hier ein Kreuzigungsrelief angebracht war: Ein Fragment ist rechts im Bereich des Altars aufgestellt. Oberhalb des Schalldecks ist der auferstandene Christus als Altarbekrönung zu sehen. Experten vermuten, dass diese Figur älter als der Altar sein könnte. In der Altarwand befinden sich vier Nischen, die mit Schnitzfiguren besetzt sind. In der Predella, die ebenfalls älter als der Altar ist, befindet sich eine Abbildung des Abendmahls Jesu. Experten rätseln über eine dort abgebildete, segnende Hand, die sich nicht eindeutig zuordnen lasse. Auffällig sei auch, dass Judas Iskariot mit einem roten statt einem ansonsten üblichen gelben Gewand dargestellt sei. Weitere Rätsel geben Fächer auf, die an der Rückseite angebracht wurden. Die hölzerne Mensa stammt aus dem Jahr 1776, zwei Altarleuchter aus Messing wurden 1777 angefertigt. Die versilberte Fünte fußt auf einem oktogonalen Standfuß und wurde 1776 erbaut. Aus demselben Jahr stammen auch die hölzerne Hufeisenempore mit einer geschlossenen Brüstung und Rechteckfeldern. Ebenfalls aus dem Jahr 1776 stammt das Kirchengestühl. Ein Kronleuchter wurde aus Messing im Jahr 1863 angefertigt. Eine hölzerne Tafel von 1921 gedenkt an die Gefallenen aus dem Ersten Weltkrieg. Das Bauwerk ist im Innern flach gedeckt; die Wände in Sichtfachwerk gearbeitet. Der Fußboden besteht aus keramischen Platten, die im Schachbrettmuster verlegt wurden. Auf der Empore befand sich seit 1861 eine Orgel, die Carl Ferdinand Landow errichtet und die im Zweiten Weltkrieg zerstört wurde. Im Glockenstuhl hängen zwei Glocken. Eine wurde 1786 von Johann Friedrich Thiele in Berlin gegossen, die zweite 1789 als Umguss der 1766 angeschafften Glocke durch die Gebrüder Fischer aus Königsberg angefertigt.
Auf dem Friedhof stehen zwei Postamente aus Zinkguss mit steinernen Sockeln. Eine erinnert an die 1865 verstorbene Anna Maria Zähme, die zweite an die 1871 verstorbene Martha Loiuse Zähme. Auf der Rückseite sind Trauersprüche vorhanden, die Seiten mit Engelsreliefs verziert.

## Würdigung
Das Brandenburgische Landesamt für Denkmalpflege und Archäologische Landesmuseum (BLDAM) würdigt das Bauwerk als eines der wenigen im 18. Jahrhundert errichteten Fachwerkkirchen im Oderbruch, die „samt ihrer bauzeitlichen Innenausstattung in großer Geschossenheit“ überliefert seien. Sie stelle damit ein „besonders wertvolles Zeugnis für die Sakralbaukunst und das Kunsthandwerk der Barockzeit“ in der Region dar. Das Bauwerk sei ein „markanter Blickfang“ und bilde mit dem Spritzenhaus ein „ortsbildprägendes Ensemble“. Uwe Donath ergänzt, dass es sich bei dem Bauwerk um den „letzten Kirchenbau aus friderizianischer Zeit“ handele, der bis heute in „seiner architektonischen Schlichtheit sowohl im Äußeren als auch im in seiner künstlerischen Geschlossenheit im Innern erhalten“ geblieben sei.